# Ingrid Meyer
Ingrid Meyer (6 d'agost de 1957 - 6 de maig de 2004) fou una lexicògrafa, terminòloga i professora universitària canadenca.
Llicenciada en francès i alemany per la Universitat McMaster de Canadà, i amb un màster en Traducció i un doctorat en Lingüística per la Universitat de Mont-real, Ingrid Meyer va treballar com a professora i catedràtica de terminologia a l'Escola de Traducció i Interpretació de la Universitat d'Ottawa, càrrec que va ocupar des de 1983 fins al final dels seus dies.
Les primeres investigacions d'Ingrid es van centrar en la lexicografia bilingüe, especialment en el context de la traducció. La seva contribució més important està relacionada amb la lexicografia i la terminologia especialitzada, on va treballar principalment en la intersecció del llenguatge i la informàtica. Cal destacar també la seva investigació pionera en el desenvolupament de bases de coneixement terminològic i una varietat d'estudis basats en corpus, incloses investigacions de metàfora terminològica, de terminologització, fraseologia i la identificació de contextos rics en coneixement a través dels patrons lèxics.
Entre les seves publicacions destaquen els articles ‘COGNITERM: An Experiment in Building a Knowledge-Based Term Bank’ (1992), ‘When Terms Move into our Everyday Lives: An Overview of de-Terminologization’ (2000) i ‘Extracting Knowledge-Rich Contexts for Terminography’ (2001).